# Polypedilum nubiferum
Polypedilum nubiferum är en tvåvingeart som först beskrevs av Frederick Askew Skuse 1889.  Polypedilum nubiferum ingår i släktet Polypedilum och familjen fjädermyggor. Inga underarter finns listade i Catalogue of Life.